# 물영아리오름
물영아리오름(水靈岳)은 대한민국 제주특별자치도 서귀포시 남원읍 수망리 산189번지에 위치하여 수령산(水靈山)으로 알려져 있으며 산정에 화구호를 가진 오름으로, 총면적은 717,013m2이며, 둘레 4,339m, 해발 508m, 비고 128m이다.

## 위치
제주특별자치도 서귀포시 남원읍 수망리에 위치한 물영아리오름의 습지는 2000년에 전국에서 최초로 습지보전법에 의한 습지보호구역으로 지정되었으며, 2007년에는 람사르 습지로 지정되어 보호되고 있다. 예로부터 이 오름의 산신이 노하면 분화구 일대가 안개에 휩싸이고 천둥번개와 폭우가 쏟아진다는 이야기가 전해 오고 있다. 물영아리오름 북쪽에는 염은영아리오름·쳇망오름·검은오름·붉은오름 등이 있고, 동북쪽에는 두개의 사슴이오름(큰사슴이오름과 족은사슴이오름)이 있다.

## 배경
제주도는 약 160만 년 전의 화산 활동에 의해 형성된 화산섬으로, 화산 분출과 함께 약 370여 개에 달하는 기생 화산구가 한라산을 중심으로 분포되어 있다. 이를 오름이라고 하는데, 자연 생태학적으로 보존 가치가 놓다. 특히 남원읍에 위치한 물영아리오름은 수령산 또는 수령악이라고도 불리며, 오름 정상에는 둘레 약 1km, 깊이 40여m에 달하는 함지박 형태의 화구가 있다. 이 화구 안에는 강수가 고여 습지를 형성하고 있는데, 제주도에 산재하는 분화구 습지의 대표적인 성격을 갖고 있다.

### 영화 촬영지
영화 ‘늑대소년’에서 순자와 동네 꼬마 친구들이 철수와 함께 야구를 하며 놀던 장면은 제주도 남원읍에 자리한 물영아리오름에서 촬영되었다. 푸른 초지 뒤로 빽빽하게 둘러선 삼나무 숲이 무척 인상적인 곳이다. 영화에서 철수가 던진 공이 숲 속 너머로 사라져 버리는데 사실 그가 ‘늑대소년’이기에 가능했지, 일반인이라면 도저히 엄두가 나지 않을 만큼 초원 부지가 넓다. 실제 초원 지대는 철조망이 쳐져서 출입이 금지되어 있다. 초원의 주인은 사람이 아닌 소들이다. 날씨가 좋은 때에는 100여 마리의 소들이 한가롭게 풀을 뜯으며 여유로운 시간을 보내는 광경을 감상할 수 있다.
영화에는 초원과 삼나무 숲만 비춰졌지만 시선을 조금만 위로 올리면 전혀 색다른 풍경을 만나게 된다. 삼나무 숲에 둘러싸인 물영아리오름이 초지 뒤편으로 봉긋이 솟아오른 모습은 영화 밖에서 만나는 이곳의 또 다른 매력이다. 물영아리오름을 그저 아래에서 바라보기만 한다면 수박 겉핥기 식밖에 안 된다. 이곳의 진가는 진정 오름을 올라야만 맛볼 수 있다. 여느 오름과 달리 정상부에 형성된 분화구에 물이 고여 습지를 이루고 있는 '특별한' 오름이기 때문이다. 물영아리오름은 한국에서 다섯 번째로 람사르 습지 보호 구역으로 지정된 생태 보전 지역이다.

## 전해오는 이야기
물영아리오름은 비가 많이 오면 오름 정상 화구에 물이 고이기 때문에 ‘물이 있는 영아리’라는 데서 유래했다. 영아리의 의미는 확실하지 않으나 ‘신령(靈)’과 관계된다는 것은 민간 어원적인 해석으로 보인다. 『탐라지』에는 ‘수영악(水盈嶽)’으로 표기되어 있으며, 수령산(水靈山)이라 하기도 하고  “정의현 북쭉 삼십 리에 있다. 그 꼭대기에는 못이 있다.”라는 기록이 있다. 『탐라순력도』에는 ‘물영아리악(勿永我里嶽)’이라 되어 있고, 오름의 정상부는 ‘유수(有水)’라고 기록되어 있다.

## 같이 보기
- 아부오름
- 다랑쉬오름
- 용눈이오름